# Freedom Pass
La Freedom Pass è una carta di circolazione gratuita su tutti i servizi di trasporto pubblico della Greater London per le persone aventi più di 60 anni o disabili.
Essa è una smart card contactless simile alla Oyster Card. La card venne istituita nel 2004 per sostituire la precedente in cartoncino e consente di viaggiare gratuitamente su tutti i servizi della Metropolitana di Londra, London Overground, Bus, Tram, Docklands Light Railway (DLR) e National Rail nell'area della Greater London e su di un limitato numero di servizi al di fuori di detta area. La facilitazione è concessa dai borough di Londra e gestita dal London Council. I possessori di Freedom Pass hanno diritto a sconti sui servizi Thames Riverboat services.
La Freedom Pass concessa ai disabili, di colore arancione, può essere usata a qualsiasi orario sulla metropolitana, London Overground, Bus, DLR e Tram.
La  Freedom Passes per gli anziani, maggiori di 60 anni, di colore blu, può essere usata sulla metropolitana, London Overground, Bus, DLR e Tram dal lunedì al venerdì dalle ore 9,00 del mattino alle ore 4,30 del giorno successivo, ma non nell'orario di punta che va dalle 4,30 del mattino alle 9,00. L'use è invece concesso ad ogni orario nei giorni di sabato, domenica ed in tutte le altre festività. Dal 2 gennaio 2009 il servizio è divenuto senza alcuna limitazione limitatamente ai servizi gestiti dal Transport for London
Il Freedom Pass non è valido sui servizi Gatwick Express, National Express East Coast, Midland Mainline, Virgin Trains e Heathrow Express, o sull'Heathrow Connect fra Hayes & Harlington e Heathrow.
Esso non è neanche utilizzabile per viaggiare in prima classe fra Harrow & Wealdstone e Watford Junction sul London Midland o sul Southern services.